# فريدريك ستيفنز
فريدريك ستيفنز (بالإنجليزية: Frederick Stevens)‏ هو محامي وسياسي أمريكي، ولد في 1861 في بوسطن في الولايات المتحدة، وتوفي في 1 يوليو 1923 في سانت بول في الولايات المتحدة. حزبياً، نشط في الحزب الجمهوري. وقد انتخب عضو مجلس نواب مينيسوتا وانتخب عضو مجلس النواب الأمريكي.